# Marcel Forgáč
Marcel Forgáč (* 12. srpna 1971, Kežmarok) je slovenský moderátor, rozhlasový redaktor a scenárista.

## Ze života
Od listopadu 1989 působil v novinách Prešovská změna. V prosinci 1989 noviny vyšly v 50tisícovém nákladu. Noviny vycházely do ledna 1990, kdy se přejmenovali na týdeník s názvem Proměny.
Mezi lety 1994–1998 pracoval v Rádiu Flash. V letech 1998–2004 moderoval relace ve Fun Rádiu. V letech 2004–2006 byl šéfredaktorem Rádia FM. V současnosti je redaktorem ve Fun Rádiu, kde spolu s Milanem Zimnýkovalem tvoří moderátorské duo. Spolu s ním také v televizi moderovali relaci Nikdo není dokonalý a 5. a 6. řadu Česko Slovensko má talent.